# Distrito electoral H (Nebraska)
El distrito electoral H (en inglés: Precinct H) es un distrito electoral ubicado en el condado de Seward en el estado estadounidense de Nebraska. En el Censo de 2010 tenía una población de 781 habitantes y una densidad poblacional de 8,38 personas por km².

## Geografía
El distrito electoral H se encuentra ubicado en las coordenadas 40°54′31″N 96°57′28″O / 40.90861, -96.95778. Según la Oficina del Censo de los Estados Unidos, el distrito electoral H tiene una superficie total de 93.2 km², de la cual 92.73 km² corresponden a tierra firme y (0.51%) 0.47 km² es agua.

## Demografía
Según el censo de 2010, había 781 personas residiendo en el distrito electoral H. La densidad de población era de 8,38 hab./km². De los 781 habitantes, el distrito electoral H estaba compuesto por el 98.08% blancos, el 0.38% eran afroamericanos, el 0.77% eran amerindios, el 0.13% eran asiáticos, el 0.13% eran de otras razas y el 0.51% pertenecían a dos o más razas. Del total de la población el 1.28% eran hispanos o latinos de cualquier raza.